# Ugo Baduel
Ugo Baduel (Perugia, 26 marzo 1934 – Roma, 22 aprile 1989) è stato uno scrittore, saggista, giornalista e politico italiano.

## Biografia
Ugo Baduel nacque in una agiata famiglia da padre perugino Giuseppe Baduel, avvocato e imprenditore nel mondo ceramiche, e da madre romana, la marchesa Anna Gavotti Verospi  che diede una forte impronta alla formazione del figlio. Fu fratello di  Fabrizia Baduel Glorioso .  L'ambiente familiare filofascista in cui fu educato contribuì, prima e durante il secondo conflitto mondiale, a farlo crescere nei valori del ventennio fascista e secondo le consuetudini del mondo germanico.
Nella tensione ideale e morale degli anni del dopoguerra, Baduel si spostò su posizioni cattoliche e in seguito divenne una fra le promesse del futuro quadro dirigente della DC, tanto da essere chiamato, non ancora ventenne, a dirigere il settimanale Lo studente d'Italia, a cui collaborò con una rubrica divenuta molto popolare, “Il ragazzo dai capelli verdi”. Ma, nonostante il brillante inizio e il promettente avvenire nella DC, Baduel decise di lasciare il partito giudicandolo «troppo affamato di potere» e di sospendere temporaneamente il coinvolgimento politico per concentrarsi nel lavoro di giornalista, recandosi a Palermo dove divenne redattore del quotidiano L'Ora. Qualche tempo dopo si legò insieme ad altri giovani che vivevano le sue stesse inquietudini e che stavano maturando il suo medesimo itinerario ideale, e con altri dirigenti giovanili del partito cattolico quali Lucio Magri, Giuseppe Chiarante, Franco Boiardi e Umberto Zappulli dapprima si avvicinò ai Cattolici comunisti, che avevano come riferimento Franco Rodano, poi assieme a Magri e Chiarante nel 1960 confluì nel Partito Comunista Italiano.
Nel PCI entrò in consonanza con la sinistra ingraiana, e a seguito degli eventi accaduti in Ungheria nel 1956 assunse una posizione critica nei confronti dell’Unione Sovietica. Riprese la professione di giornalista scrivendo per il quotidiano L'Unità; nel giornale comunista condusse coraggiose inchieste riguardanti argomenti sui quali si preferiva sorvolare, e che trattavano dello sfruttamento minorile, del caporalato, delle lotte bracciantili e del potere mafioso. Spedito alla redazione milanese per punizione dopo la sconfitta di Ingrao al congresso del 1966, fu scelto nel 1973 come braccio destro di Enrico Berlinguer per il quale fu prezioso resocontista, accompagnandolo anche in due viaggi, l'uno nell'Europa dell'Est, l'altro in America Latina e a Cuba, e rimanendo al fianco dello statista fino alla sua scomparsa. A lui fu affidato il compito di scrivere l'articolo che annunciava la morte di Berlinguer sull’Unità di martedì 12 giugno del 1984. E a lui si devono anche una biografia di Berlinguer per le Edizioni L'Unità e la collaborazione al film Berlinguer/la sua stagione di Ansano Giannarelli.
Baduel è morto di cancro nel 1989. Nello stesso anno, poco prima di morire, aveva scritto L'elmetto inglese, romanzo autobiografico che tratta della seconda guerra mondiale vista con gli occhi di un bambino di sei anni che diventa adolescente nel momento più turbolento della recente storia d'Italia. Laura Lilli, che il giornalista aveva sposato in seconde nozze, lo ha pubblicato postumo nel 1992, presso Sellerio Editore.